# 蔣渭水紀念公園
蔣渭水紀念公園於2006年4月由錦西公園更名而來。

## 更名緣由
蔣渭水去世75周年時，時任台北市長馬英九為紀念他以及彰顯其抗日精神，在大同區六座鄰里公園中挑選一處更名為蔣渭水紀念公園，但考量朝陽公園為茶葉主題公園，大稻埕公園名字不宜更動，而其餘三處公園面積不夠，最後選定將錦西公園更名為「蔣渭水紀念公園」。

## 銅像落成
為紀念臺灣文化協會創立90週年，蔣渭水紀念公園設置了蔣渭水的銅像以示紀念，銅像由藝術家蒲浩明所塑。

## 外部連結
- 蔣渭水紀念公園 臺北旅遊網
- 蔣渭水紀念公園 - 公園走透透 （页面存档备份，存于）